# Обход (Ардатовский район)
Обхо́д — деревня в составе рабочего посёлка Ардатова в Ардатовском районе Нижегородской области. 

## Этимология
Название деревни, вероятно, появилось в начале XVIII века, когда была построена дорога обход села Арадатово (ныне рабочий посёлок Ардатов). По этой дороге из центра уездного поташного производства в Чуварлей-Майдане он доставлялся в Мечасово и далее, по Муромскому тракту, а на месте деревни появилось место для ночлега возчиков и купцов. Существует также местное предание, согласно которому на близлежащей дороге было множество разбойников, которых предпочитали обходить стороной.

## Географическое положение
Деревня Обход находится на юго-западе Нижегородской области России, в 3 км к югу от реки Ужовки. Административный центр муниципального округа Ардатов находится в 4 км к юго-востоку от Обхода. Деревня соединена шоссейными дорогами на северо-востоке — с селом Леметь (расстояние 3 км), на юго-востоке — с Ардатовом, на юго-западе — с селом Котовкой (3 км). Деревне имеется несколько небольших озёр, из северного по глубокому оврагу вытекает ручей и впадает в реку Ужовку. Высота над уровнем моря около 150 метров.
Деревня Обход, как и вся Нижегородская область, находится в часовой зоне МСК (московское время). Смещение применяемого времени относительно UTC составляет +3:00.

## Административная принадлежность
Деревня Обход входит в состав административно-территориального образования Рабочий посёлок Ардатов Ардатовского муниципального округа Нижегородской области Российской Федерации.

## Климат
Деревня находится в зоне умеренно-континентального климата, который характеризуется холодной продолжительной зимой и тёплым, но достаточно коротким летом. За год выпадает в среднем 450—550 мм осадков, из них 68 % — в виде дождя и 32 % — в виде снега. Среднегодовая относительная влажность воздуха — 76 %. Снежный покров достигает 50 см, а в особо снежные зимы может достигать одного метра и более.
Весна приходит резко, обычно к середине апреля, при этом вплоть до середины мая нередки заморозки. Лето сравнительно короткое и достаточно жаркое — в отдельные годы температура может достигать 36 °C. Шапка лета приходится на июль. В конце весны и лета нередки грозы — их может случаться до 20 за год, почти каждый год выпадает град. Осень приходит в сентябре и стоит до начала ноября, но уже в сентябре нередки заморозки. Зима наступает в начале ноября и продолжается до середины марта. Обычно первый снег выпадает в октябре и держится в течение пяти месяцев, сходит к 10—15 апреля. Почва промерзает на глубину 70—90 см.
Вегетационный период составляет 189 дней, продолжительность безморозного периода — 137 дней.

## Население
| Численность населения | Численность населения | Численность населения | Численность населения | Численность населения | Численность населения | Численность населения | Численность населения | Численность населения | Численность населения |
| 1721                  | 1859                  | 1890                  | 1912                  | 1916                  | 1994                  | 1999                  | 2002                  | 2010                  | 2021                  |
| --------------------- | --------------------- | --------------------- | --------------------- | --------------------- | --------------------- | --------------------- | --------------------- | --------------------- | --------------------- |
| 136                   | ↗255                  | ↗321                  | ↗419                  | ↘333                  | ↘72                   | ↗74                   | ↘63                   | ↘49                   | ↘24                   |

## Инфраструктура
В деревне две улицы: Зелёная и Прудовая.